# Муссурана
Муссурана (лат. Clelia clelia) — вид змей семейства ужеобразных.
Общая длина достигает 2,4 м. Голова узкая. Туловище стройное, цилиндрическое с гладкой чешуёй. Щитки между глазами и ноздрями больше, чем у других представителей этого рода. Взрослые муссураны совсем чёрные, молодые особи — красные с чёрной «шапочкой» на конце головы и белым «воротничком».
Любит тропические леса. Активна ночью. Питается змеями, особенно ямкоголовыми, ящерицами и грызунами.
Яд не представляет угрозы для человека, смертельные случаи среди людей не зафиксированы. Осуществляются мероприятия по увеличению популяции муссураны (в частности в Бразилии) для борьбы с гремучими змеями, на которых последняя особенно часто охотится. При этом яд гремучих змей совсем не опасен для муссураны.
Яйцекладущая змея. Самка откладывает до 50 яиц.
Обитает от юга Мексики через Центральную Америку до Бразилии, Уругвая, Парагвая и Перу. Встречается также на Антильских островах.